# Р-405
Радиорелейная станция Р-405 предназначена для обеспечения связи между пунктами управления и ответвления каналов связи от тяжёлых многоканальных радиорелейных станций, кроме того, может использоваться в качестве вставки в уплотнённые проводные линии связи.
Станция обеспечивает ведение связи на стоянке в метровом диапазоне, также на ходу.

## Состав станции
Аппаратура радиорелейной станции Р-405 размещается в специальном кузове, установленном на шасси автомобиля типа ГАЗ-63.
Вес автомобиля с кузовом, аппаратурой, полным запасом горюче-смазочных материалов и вспомогательным имуществом составляет около 5400 кг.
Станция работает в диапазоне метровых волн на частотах 60 — 69,975 МГц (5 — 4,29 м) и в диапазонах дециметровых волн на частотах 390—420 МГц (76,9 — 71,4 см). Диапазон 60 — 69,975 Мгц разбит на 134 фиксированных частоты с интервалом в 75 кГц. Фиксированной частоте № 21 соответствует 60 МГц, фиксированной частоте № 154 — 69,975 МГц.